# Стюарт, Эрни
Эрнест Стюарт (нидерл. Earnest Stewart; родился 28 марта 1969 года в Вегхеле, Нидерланды) — американский футболист нидерландского происхождения, полузащитник. Участник трёх чемпионатов мира 1994, 1998 и 2002.

## Клубная карьера
Эрни родился в семье американского военного и голландки, в Нидерландах. В 1988 году он начал свою профессиональную карьеру в клубе ВВВ-Венло. Он провёл в клубе два сезона, выступая во второй лиге нидерландского первенства. В 1990 году Стюарт перешёл в «Виллем II», выступающий в Эредивизи. В своём первом сезоне он забил 17 мячей и занял третье место в списке бомбардиров чемпионата Нидерландов. Всего за 6 сезонов он забил 49 мячей.
В 1996 году Эрни перешёл в НАК Бреда в составе которого провёл шесть сезонов. В 1999 году он вылетел вместе с командой в низший дивизион, но уже через год помог клубу вернуться обратно. В сезонах 2000/2001 и 2001/2002 Эрни стал лучшим бомбардиром клуба. За НАК Стюарт сыграл более 200 матчей.
В 2003 году Эрни покинул Нидерланды и перешёл в клуб MLS «Ди Си Юнайтед». В первом же сезоне он вместе в с командой стал чемпионом MLS. Летом 2004 года Стюарт вернулся в Нидерланды, где подписал контракт с ВВВ-Венло. За клуб он провёл 6 матчей и забил 1 гол.

## Международная карьера
В 1990 году в матче против сборной Португалии Стюарт дебютировал за сборную США. 13 июля 1993 года в поединке против сборной Германии Эрни забил свой первый мяч за национальную команду. В 1994 году он попал в заявку на участие в домашнем чемпионате мира. На турнире Стюарт принял участие в поединках против сборных Швейцарии, Колумбии, Румынии и Бразилии. В трагично известном противостоянии с Колумбией он забил победный гол. После мундиаля Эрни защищал цвета страны на Кубке Америки 1995.
В 1998 году он во второй раз поехал на мировое первенство. Эрни также принял участие во всех поединках, но команда не смогла преодолеть групповой этап. В 1999 году Стюарт сыграл за сборную на Кубке конфедераций, где команда заняла третье место.
В 2002 году Эрни отправился в Японию и Южную Корею на свой третий чемпионат мира. В первом матче против сборной Португалии Стюарт был капитаном своей команды. В остальных поединках он выходил на замену. В 2003 году Эрни вновь занял третье место на Кубке конфедераций. В июне 2004 года в отборочном матче Чемпионата мира 2006 против сборной Гренады он сыграл свой сотый матч за сборную.
За сборную Стюарт сыграл 101 матчей и забил 17 мячей.

### Голы за сборную США
| #   | Дата            | Место                    | Противник         | Счёт | Результат | Соревнование                          |
| --- | --------------- | ------------------------ | ----------------- | ---- | --------- | ------------------------------------- |
| 01. | 13 июля 1993    | Чикаго, США              | Германия          | 2:4  | 3:4       | 1993 U.S. Cup                         |
| 02. | 31 августа 1993 | Рейкьявик, Исландия      | Исландия          | 1:0  | 1:0       | Товарищеский матч                     |
| 03. | 22 июня 1994    | Пасадина, США            | Колумбия          | 2:0  | 2:1       | Чемпионате мира 1994                  |
| 04. | 25 марта 1995   | Даллас, США              | Уругвай           | 2:0  | 2:2       | Товарищеский матч                     |
| 05. | 16 марта 1997   | Пало-Альто, США          | Канада            | 3:0  | 3:0       | Чемпионат мира 1998 отборочный турнир |
| 06. | 24 мая 1998     | Портленд, США            | Кувейт            | 1:0  | 2:0       | Товарищеский матч                     |
| 07. | 3 июня 2000     | Вашингтон, США           | ЮАР               | 4:0  | 4:0       | 2000 U.S. Cup                         |
| 08. | 23 июля 2000    | Сан-Хосе, Коста-Рика     | Коста-Рика        | 1:1  | 1:2       | Чемпионат мира 2002 отборочный турнир |
| 09. | 16 августа 2000 | Фоксборо, США            | Барбадос          | 7:0  | 7:0       | Чемпионат мира 2002 отборочный турнир |
| 10. | 15 ноября 2000  | Бриджтаун, Барбадос      | Барбадос          | 2:0  | 4:0       | Чемпионат мира 2002 отборочный турнир |
| 11. | 28 февраля 2001 | Колумбус, США            | Мексика           | 2:0  | 2:0       | Чемпионат мира 2002 отборочный турнир |
| 12. | 28 марта 2001   | Сан-Педро-Сула, Гондурас | Гондурас          | 1:0  | 2:1       | Чемпионат мира 2002 отборочный турнир |
| 13. | 20 июня 2001    | Фоксборо, США            | Тринидад и Тобаго | 2:0  | 2:0       | Чемпионат мира 2002 отборочный турнир |
| 14. | 1 сентября 2001 | Вашингтон, США           | Гондурас          | 1:0  | 2:3       | Чемпионат мира 2002 отборочный турнир |
| 15. | 1 сентября 2001 | Вашингтон, США           | Гондурас          | 2:0  | 2:3       | Чемпионат мира 2002 отборочный турнир |
| 16. | 6 июля 2003     | Колумбус, США            | Парагвай          | 2:0  | 2:0       | Товарищеский матч                     |
| 17. | 26 июля 2003    | Майами, США              | Коста-Рика        | 2:2  | 3:2       | Золотой кубок КОНКАКАФ 2003           |

## Достижения
Командные
 «Ди Си Юнайтед»
- MLS — 2004

Международные
 США
- Кубок конфедераций — 1999
- Золотой кубок КОНКАКАФ — 2003

Индивидуальные
- Лучший футболист США - 2001